# اوون تودور
اوون تودور (انگلیسی: Owen Tudor; ح. ۱۴۰۰ – ۲ فوریهٔ ۱۴۶۱) پرسنل نظامی اهل پادشاهی انگلستان بود. اوون تودور، دومین شوهر ملکه کاترین والوا — بیوه هنری پنجم — پادشاه انگلستان بود. اوون تودور، پدربزرگ هنری هفتم، بنیان‌گذار دودمان تودور است.